# Erwina Ryś-Ferens
Erwina Lilia Ryś-Ferens (* 19. Januar 1955 in Elbląg als Erwina Lilia Ryś; † 20. April 2022) war eine polnische Eisschnellläuferin.

## Leben
Erwina Ryś-Ferens wurde als Tochter von Kazimierz Ryś und Jadwiga Kurpiewska in Elbląg geboren. Dort besuchte sie das örtliche Gymnasium und begann, als sie in der achten Klasse war, mit dem Eisschnelllauf. 1974 wurde sie Mehrkampf-Juniorenweltmeisterin. Sie begann ein Masterstudium an der Akademia Wychowania Fizycznego Józefa Piłsudskiego w Warszawie, welches sie 1979 beendete.
Erwina Ryś-Ferens nahm an den Olympischen Winterspielen 1976, 1980, 1984 und 1988 teil. Sie konnte jedoch mit drei fünften Plätzen als beste Resultate keine Medaille gewinnen. Erfolgreicher war sie hingegen bei den Mehrkampfweltmeisterschaft 1988 sowie bei den Sprintweltmeisterschaften 1978 und 1985, wo sie jeweils eine Bronzemedaille gewann.
Auf nationaler Ebene gewann Ryś-Ferens 83 Meistertitel und stellte 50 Landesrekorde auf.
Erwina Ryś-Ferens starb am 20. April 2022 im Alter von 67 Jahren nach langer schwerer Krankheit.